# Línea de la Concordia
La Línea de la Concordia es el nombre dado a la frontera entre Chile y Perú, fijada por medio del Tratado de Lima de 1929, que estableció la permanencia de la Provincia de Arica al primero y la reincorporación de la Provincia de Tacna al segundo.
En la línea se ubica el paso fronterizo Concordia, que es resguardado en el lado chileno por el Complejo fronterizo Chacalluta, mientras que en el lado peruano se ubica el Complejo Fronterizo Santa Rosa. Ambos complejos fronterizos se encuentran a menos de 1 km de distancia.

## Delimitación

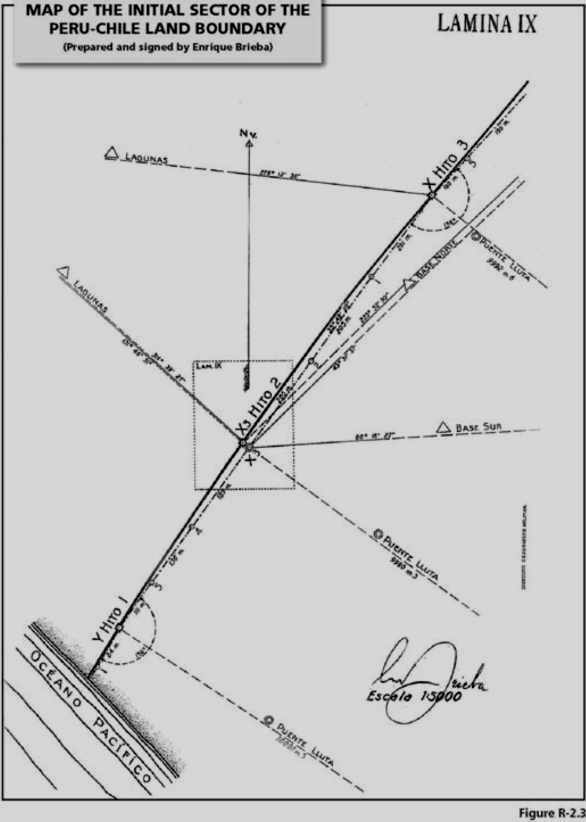
Mapa de 1930 del sector inicial de la frontera terrestre entre Chile y Perú, firmado por el delegado chileno Enrique Brieba.

Según lo establecido en el artículo 2.º del Tratado de Lima, la Línea de la Concordia se inicia en «un punto de la costa» a 10 km del puente sobre el río Lluta, describiendo un arco de circunferencia de 10 km, continuando en forma paralela a 10 km del recorrido de la línea férrea entre Arica y La Paz.

Artículo Segundo.- El territorio de Tacna y Arica será dividido en dos partes, Tacna para el Perú y Arica para Chile. La línea divisoria entre dichas dos partes y; en consecuencia, la frontera entre los territorios del Perú y de Chile, partirá de un punto de la costa que se denominará “Concordia”, distante diez kilómetros al Norte del puente del Río Lluta, para seguir hacia el Oriente paralela a la vía de la sección chilena del Ferrocarril de Arica a La Paz y distante diez kilómetros de ella, con las inflexiones necesarias para utilizar, en la demarcación, los accidentes geográficos cercanos que permitan dejar en territorio chileno las azufreras del Tacora y sus dependencias pasando luego por el centro de la Laguna Blanca, en forma que una de sus partes quede en el Perú y la otra en Chile.

El inicio de la línea de frontera, denominado a secas «Concordia», fue materia de análisis de la Comisión Mixta de Límites Perú-Chile de 1930, la cual emitió las siguientes instrucciones, fechadas el 28 de abril de 1930, para el trazado de la línea de frontera sobre la Pampa de Escritos hasta el mar:

Santiago, 28 de abril de 1930.

HITO CONCORDIA.- Punto inicial, en la costa, de la línea fronteriza.

Para fijar este punto:
Se medirán 10 Km desde el primer puente del ferrocarril de Arica a la Paz sobre el río Lluta, en la dirección hacia el norte. En la Pampa de Escritos, y se trazará, hacia el poniente, un arco de diez kilómetros de radio, cuyo centro estará en el indicado puente y que vaya a interceptar la orilla del mar, de modo que cualquier punto del arco, diste 10 kilómetros del referido puente del ferrocarril de Arica a la Paz sobre el río Lluta.

Este punto de intersección del arco trazado, con la orilla del mar, será el inicial de la línea divisoria entre Chile y el Perú.
Se colocará un hito en cualquier punto del arco, lo más próximo al mar posible, donde quede a cubierto de ser destruido por las aguas del océano.

La Comisión Mixta de Límites concluyó su trabajo el 21 de julio de 1930, suscribiéndose en dicha fecha el Acta respectiva, la misma que en cuanto a la línea de frontera estableció lo siguiente:

[...] La línea de frontera demarcada parte del Océano Pacífico en un punto en la orilla del mar situado a diez kilómetros hacia el noroeste del primer puente sobre el río Lluta de la vía férrea de Arica a La Paz, y termina en la cordillera andina en el hito quinto de la antigua línea divisoria entre Chile y Bolivia.[...].
Acta Final de la Comisión de Límites con la descripción de los hitos colocados, 21 de julio de 1930

## Controversia sobre su inicio

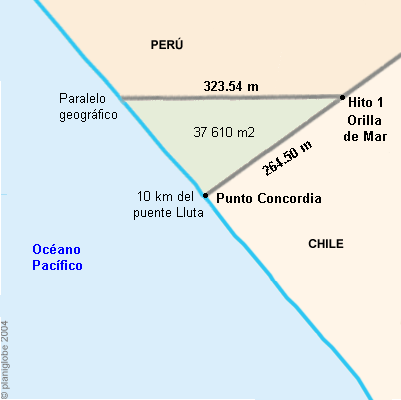
Controversia entre el Perú y Chile sobre el inicio de la Línea de la Concordia.

Chile y Perú manifiestan diferencias respecto al punto poniente de inicio de la línea, denominado «Punto Concordia». Para Chile, se ubica en paralelo a la costa, a 323,54 m del «Hito 1». Para el Perú, se inicia en el «Punto 266», ubicado en la costa a 264,50 m al surponiente del «Hito 1». Esta diferencia de criterios, implica una controversia sobre un área de 37 610 m², conocido como el «triángulo terrestre», cuyos vértices se ubican en el «Hito 1», y en ambos puntos considerados por Chile y Perú como el «Punto Concordia».
El fallo de la Corte Internacional de Justicia sobre el diferendo marítimo entre Chile y Perú, dictado el 27 de enero de 2014, marcó como inicio del límite marítimo la intersección del paralelo de latitud que cruza el Hito N.º 1 con la línea de baja marea. El presidente de Chile, Sebastián Piñera, planteó que el fallo «ratifica el dominio [chileno] sobre el triángulo terrestre respectivo». El presidente de Perú, Ollanta Humala, explicó que «no perjudica ni afecta la intangibilidad de la frontera terrestre», siguiendo la tesis de que Perú quedará con una costa seca de unos 300 metros.